# Vámpírnaplók (3. évad)
Jelen szócikk a Vámpírnaplók című amerikai fantasty sorozat harmadik évadjának adatlapja. Az évadot 2011. szeptember 15-én kezdték vetíteni az Amerikai Egyesült Államokban.

## Összefoglalás
A sorozat harmadik évadában a cselekmény több szálra szakad szét. A Klaus szál és az Ősök szála. Miután Klaus elvitte magával Stefant vérfarkasokat keresnek, hogy hibrideket alkossanak. Elena és Damon folyton Stefan után kutatnak, de akárhányszor rátalálnak a fiú mindig elutasítja őket. Klaus rájön, hogy Elena nem halt meg, ezért nem maradnak életben a hibridjei. Miután Bonnie visszahozta a halálból Jeremy-t ő szellemeket kezd el látni. (Vicki-t és Annát) Kiderül, hogy egy nyaklánccal, az Ősi boszorkány nyakláncával lehet lezárni a kaput, ahol a szellemek visszatérnek. Katherine megszerzi ezt a nyakláncot és ideiglenes szövetséget köt Damonnal. Klaus felébreszti a kis húgát Rebecca-t akiről kiderül, hogy Stefan régi vadállat énjének a szerelme. Rebecca, Klaus és Stefan visszatérnek Mystic Falls-ba. Klaus Elena vérét felhasználva hibriddé változtatja Tylert, akinek emiatt kapcsolata megromlik Caroline-nal.
Klaus egy hibrid hadsereget hoz létre. Katherine, Jeremyt felhasználva megtudja, hogy Klaust egy valaki tudja megölni, a nevelőapja Michael. Michael felkeresi a Klaus parancsára az Elenát őrző Stefant és Damont, hogy hívják vissza Klaust és akkor Ő megöli az Ősi tölgyfa utolsó karójával. Damon terve, hogy kicseréli Katherine-t és Elenát, mikor Klaus visszatér, de erről senki sem tud. Elena Klaus ellen fordítja Rebecca-t, de leszúrja, mert túl kockázatosnak tartja életben hagyni. Tyler kimenekíti Caroline-t Klaus partyjáról. Michael és Klaus találkozásakor Michael leszúrja Elenát, aki igazából Katherine, Damon pedig rátámad Klausra. Stefan keresztbe húzza a számításaikat és Klaus megöli Michaelt.
Stefan elszökik Katherine-nel, aki arra kéri rabolja és rejtse el Klaus családjának koporsóit, ezzel majd hatást tud gyakorolni ellenségére. Klaus megfenyegeti Stefant, hogy ha nem adja vissza a családját akkor mindenkit elpusztít, akit Stefan valaha is ismert. Macska egér játszma kezdődik. Bonnie közben megleli édesanyját és különös álmok is nyomasztják. Klaus közeledik Caroline felé. Elena elküldi Jeremyt a városból. Alaric pedig felkelti egy régi alapító tag leszármazottjának Dr. Fell-nek az érdeklődését, aki korántsem veszélytelen.
| Hivatalos epizódcím | Hivatalos premier    | Hivatalos magyar cím  | Hivatalos magyar premier | Epizód # |
| --- | -------------------- | --------------------- | ------------------------ | -------- |
| The Birthday | 2011. szeptember 15. | A születésnap         | 2014. április 22.        | 3x01     |
| Elena 18. születésnapján míg Caroline lázasan szervezi születésnapi buliját, Elena csak Stefan keresésével foglalkozik. Damon is testvére után kutat, és próbálja megvédeni Elena-t, nehogy magára vonja Klaus figyelmét. Ez alatt Stefan és Klaus egy Ray Sutton nevű vérfarkas nyomát követi. |                      |                       |                          |          |
| The Hybrid | 2011. szeptember 22. | A hibrid              | 2014. április 29.        | 3x02     |
| Klaus nekilát tervének, melynek segítségével még nagyobb erő birtokába juthat, de még Ray Sutton, a vérfarkas vonakodó együttműködésével sem úgy sülnek el a dolgok, ahogy azt Klaus akarta. Damon és Alaric vonakodva, de segítenek Elenanak Stefan megtalálására kigondolt új tervében, ami viszont egy váratlan ellenséggel sorodorja harcba Damont. Jeremy Matthez fordul segítségért, miközben próbálja megérteni mit akarnak tőle a múltjából kísértő szellemek.Tyler pedig összetűzésbe kerül édesanyjával. |                      |                       |                          |          |
| The End of the Affair | 2011. szeptember 29. | A kapcsolat vége      | 2014. május 6.           | 3x03     |
| Klaus és Stefan Chicagoba érkeznek, ahol Stefan találkozik egy vámpírral, aki még mindig nem lépett túl régi kapcsolatukon. Egy 1920-as visszatekintésben Stefan szembenéz akkori, szörnyű önmagával. |                      |                       |                          |          |
| Disturbing Behavior | 2011. október 6.     | Zavaró viselkedés     | 2014. május 13.          | 3x04     |
| Még mindig Chicagoban vagyunk, ahol Klaus egy általa régóta ismert boszorkányt, Gloriat használja fel arra, hogy kiderüljön, miért nem működik terve. Gloria varázslata érdekes tényeket tár fel, de hamar rájön, hogy Stefan tudására is szüksége van a cél eléréséhez. |                      |                       |                          |          |
| The Reckoning | 2011. október 13.    | A megtorlás           | 2014. május 20           | 3x05     |
| Mindazok ellenére, ami történt, Caroline élvezni akarja a hagyományos Végzősök Bolond Éjszakáját Elenával, Bonnie-val, Mattel és Tylerrel, mielőtt elkezdődik a tanítás a Mystic Falls-i Gimnáziumban. Viszont mikor hívatlan vendégek jelennek meg, nem tart sokáig, amíg az este véres fordulatot vesz. |                      |                       |                          |          |
| Smells Like Teen Spirit | 2011. október 20.    | Az egyezség           | 2014. május 27.          | 3x06     |
| Végzős évük első napján Elena, Caroline, Bonnie és Matt még mindig tántorognak a közelmúlt eseményei miatt, míg úgy tűnik Tyler egy kicsit túlságosan is élvezi az életet. Damont bosszantja új vendége. |                      |                       |                          |          |
| Ghost World | 2011. október 27.    | Szellemvilág          | 2014. június 3.          | 3x07     |
| Mialatt Mystic Falls lakosai a hagyományos Fények Éjszakájára készülnek, a várost megszállják a halottak szellemei. Damon találkozik egy különösen erőszakos szellemmel. |                      |                       |                          |          |
| Ordinary People | 2011. november 3.    | Hétköznapi emberek    | 2014. június 10.         | 3x08     |
| Elena és Bonnie segítségével Alaric megpróbálja megfejteni legutóbbi felfedezésének jelentését. Elena és Rebekah nem jönnek ki egymással, míg végül Rebekah felfedi családja ősrégi titkait és erőszakos múltját. |                      |                       |                          |          |
| Homecoming | 2011. november 10.   | Hazatérés             | 2014. június 17.         | 3x09     |
| Az Őszi Bál estéjén Rebekah megnyílik, és elmondja Elenának, hogy miért olyan fontos neki az este, ezzel ellentmondásos érzelmeket váltva ki a lányból. Caroline és Matt megdöbbennek Tyler viselkedésén. |                      |                       |                          |          |
| The New Deal | 2012. január 5.      | Az új alku            | 2014. június 24.         | 3x10     |
| Mivel Stefan elrejtette a Klaus családját tartalmazó koporsókat, Klaus gyorsan erőszakhoz folyamodik, hogy bebizonyítsa Damonnek és Elenának, hogy senki sincs biztonságban, amíg Stefan vissza nem adja, amit ellopott tőle. Tyler továbbra is megpróbál mindent kihozni új hibrid képességeiből. |                      |                       |                          |          |
| Our Town | 2012. január 12.     | Vakmerő döntés        | 2014. július 1.          | 3x11     |
| Bár Caroline-nak semmi kedve megünnepelni a 18. születésnapját, Elena, Bonnie és Matt meglepik őt egy kisebb, a szokásostól eltérő helyszínen megrendezett bulival. Damon és Stefan nem értenek egyet. |                      |                       |                          |          |
| The Ties That Bind | 2012. január 19.     | Véres titok           | 2014. július 8.          | 3x12     |
| Bonnie úgy gondolja, visszatérő álmai Klaus koporsóiról megoldást rejthetnek arra, miként pusztíthatják el őt. Emellett álmai miatt Bonnie találkozik 15 éve nem látott édesanyjával, Abbyvel. |                      |                       |                          |          |
| Bringing Out the Dead | 2012. február 2.     | Feltámadás            | 2014. július 15.         | 3x13     |
| Forbes seriff megdöbbentő dolgot árul el Alaric-nak és Elenának egy, a közelmúltban történt gyilkosság során használt fegyverrel kapcsolatban. A Salvatore testvérek egyre inkább arra törekednek, hogy végezzenek Klausszal. |                      |                       |                          |          |
| Dangerous Liaisons | 2012. február 9.     | Veszedelmes viszonyok | 2014. július 22.         | 3x14     |
| Elenat meglepi, mikor meghívást kap egy bálba. Mikor kiderül, hogy a helyszín Klaus felújított villájában lesz, Damon és Stefan is ragaszkodik hozzá, hogy a vele menjen. |                      |                       |                          |          |
| All My Children | 2012. február 16.    | Vérvonal              | 2014. július 29.         | 3x15     |
| Miután megdöbbentő felfedezést tesz Damon legutóbbi tapintatlan viselkedéséről, Elena csalódottan rájön, hogy egyik barátja sem ért vele egyet abban az ügyben, hogy hogyan kellene reagálnia az Ősi család belső hatalmi harcára. |                      |                       |                          |          |
| 1912 | 2012. március 15.    | A múlt árnyéka        | 2014. augusztus 5.       | 3x16     |
| A mostani gyilkosságok Mystic Fallsban egy száz évvel korábbi bűncselekmény sorozatra emlékeztetik Damont. Visszaatekintünk 1912-be, ahol Damont a gyönyörű vámpír, Sage a létezés egy egészen új formájával ismerteti meg. |                      |                       |                          |          |
| Break on Through | 2012. március 22.    | Áttörés               | 2014. augusztus 12.      | 3x17     |
| Egy századdal az első találkozásuk után, Damon és Sage újra összefutnak a felújított Wickery híd átadó ünnepségén. Damont igazán meglepi, mikor megtudja, hogy Sage milyen indokkal tért vissza a városba, és nagyon örül neki, mikor a lány egy különös módszerrel segít neki rájönni, mire készül Rebekah. Abby nehezen békél meg az új életével, még Bonnie és Caroline segítsége ellenére is. Mikor Damon beszél Elenának Stefan gondjairól, a lány segítségül hívja Stefant, annak reményében, hogy így közelebb hozhatja őt az emberségéhez. Végül, mikor Damon felfedez egy új titkos fegyvert, beavatja Stefant a hírekbe.                                  |                      |                       |                          |          |
| The Murder of One | 2012. március 29.    | Láncreakció           | 2014. augusztus 19.      | 3x18     |
| Damon és Stefan egy új tervre koncentrálnak, ami közelebb viszi őket Klaus elpusztításához, majd gyorsan beavatják Elenát, Caroline-t és Mattet is. Miután Klaus megfenyegeti Bonnie egyik közeli szerettét, a boszorkánynak nincs más választása, és dolgoznia kell a terven, amit a hibrid kért tőle. Eközben Klaus és Rebekah tökéletes indokkal állnak Finn elé, hogy meggyőzzék, csatlakozzon hozzájuk, de Rebekah-t jobban érdekli a brutális bosszúterv, amit Damon ellen szövöget. Stefan érzelmi zűrzavara veszélyes összecsapást eredményez Klaus-szal, később pedig egy szívszaggató jelenetet Elenával.                                                 |                      |                       |                          |          |
| Heart of Darkness | 2012. április 19.    | A sötétség szíve      | 2014. augusztus 26.      | 3x19     |
| Elena és Damon elindul együtt Denverbe, hogy megbizonyosodjanak arról, hogy Jeremy biztonságban van ott, és megnézni, hogy az ő különleges képességei segíthetnek-e feltárni a számukra szükséges információkat egy ősi vámpír vérvonalról. Nem tart sokáig nekik rájönni, hogy Jeremy ismét „rossz” emberekkel lóg. Stefan és Klaus egy brutális keresésére indul egy eltűnt fegyvernek. Caroline meglepődik, amikor Tyler visszatér a városba, de Tyler hamarosan rájön, hogy van valami Caroline és Klaus között. Matt keze tele van, mert próbálja Rebekah-t lefoglalni a közelgő 1920-as évek táncának szervezésével.                                          |                      |                       |                          |          |
| Do Not Go Gentle | 2012. április 26.    | Az alteregó           | 2014. szeptember 2.      | 3x20     |
| Alaric talál egy váratlan szövetségest, aki irányítja őt a veszélyes új útján, amíg Damon és Meredith megpróbálják kitalálni mi legyen a következő lépés. Az 1920-as évek iskolai bálján, Bonnie megkéri Jamie-t, hogy menjen vele a bálra, Elena pedig Caroline javaslatára megkéri Stefant, hogy legyen a párja. Caroline kellemesen meglepődik, amikor Tyler megjelenik a bálon, ezzel lenyűgözve őt, de Klaus mindent megtesz, hogy közéjük álljon. A bál vesz egy halálos fordulatot, amikor Damon és Stefan rájön, hogy szükségük van Matt, Jeremy és főként Bonnie segítségére, hogy visszavonjanak egy varázslatot, ami pusztító hatással lehet mindenkire. |                      |                       |                          |          |
| Before Sunset | 2012. május 3.       | Mielőtt lemegy a nap  | 2014. szeptember 9.      | 3x21     |
| Klaus be akarja váltani az ígéretét, miszerint elhagyja a várost Elenával, de egy váratlan új ellenség ellenállásával találja magát szemben. Bonnie felhívja Abby-t, hogy segítsen neki egy nehéz varázslattal. Ahogy az események kicsúsznak az irányítás alól, Elena eltökélt szándéka, hogy megvédje Caroline-t, Damont és Stefant Tyler segítségével, amíg Bonnie és Jeremy szörnyű kockázatot vállalnak, azzal hogy egy varázslat hatékonyságát tesztelik. Damonnek és Stefannak lesz egy meglepően őszinte beszélgetése a jövőről. |                      |                       |                          |          |
| The Departed | 2012. május 10.      | Vámpírvadász          | 2014. szeptember 16.     | 3x22     |
| Azzal a szándékkal, hogy megvédje nővérét, Jeremy úgy dönt, hogy mindent meg fog változtatni. A jelenlegi helyzet kemény valóságában Elena az egyszerűbb életéért vágyakozik, amikor még a szülei, Grayson és Miranda, Jenna néni életben voltak és a legnagyobb problémája a Mattel való kapcsolata volt. Stefan és Damon összefognak és elhagyják Mystic Fallst egy küldetés érdekében, de ez az összefogás feloszlik, amikor Elenának szüksége van egyikükre. Caroline és Tyler egy életet megváltoztató döntés meghozására kényszerülnek. Végül Bonnie alkut köt, aminek szívszorító következményei lesznek.                                                    |                      |                       |                          |          |